# Оксамитова бензопилка
«Оксамитова циркулярка» (англ. Velvet Buzzsaw) — сатиричний фільм 2019 року режисера та сценариста Дена Ґілроя. Світова прем'єра стрічки відбулась на кінофестивалі «Санденс» 27 січня 2019 року.

## Сюжет
Критик Морф Вандевальт відвідує художню виставку разом зі своєю подругою Жозефіною, яка працює на власницю галереї Родору Гейз, яка колись була членом рок-гурту «Оксамитова циркулярка». Після виставки Жозефіна повертається в Лос-Анжелес. У багатоквартирному будинку, де вона живе, жінка знаходить мертвого чоловіка Ветріла Діза. Чоловік жив усамітнено: ні друзів, ані родичів. Жозефіна знаходить в квартирі покійного його картини. Вона їх викрадає та показує Морфу та Родорі. Роботи вражають їх. Родора одразу починає організовувати виставку Діза, яка одразу мала успіх.
Морф починає писати книгу про Діза. Критик дізнається, що в нього було важке дитинство, яке довело його до вбивства батька. За наказом Родори Брайсон перевозить картини на зберігання. На шляху він відкриває ящик і вирішує залишити собі одну з робіт. Попіл, який впав на картину, стає причиною опіків Брайса. Він забігає на заправку, яка давно не працює, зображення мавп оживають і нападають на чоловіка. Після цього Брайсон зникає як і картини.
Джон Дондон — власник галереї, намагається розповісти історію життя Діза. У вечері, коли він поліз полагодити світло, таємнича рука підвісила його за шарф. Оточення сприймає це як самогубство. Після похорон Морф помічає, що на картині Діза рухається рука. Згодом стає відомо, що художник використовував кров у своїх роботах.
Гретхен веде перемовини про виставку колекції Діза в міській галереї. Після зустрічі з власником, жінка засовує руку в витвір мистецтва під назвою «Сфера». Через несправності їй відриває руку. Наступного дня на відкритті виставки відвідувачі сприймають мертве тіло та калюжі крові як частину експозиції.
Стосунки Морфа та Жозефіни погіршуються. Вандевальт дізнається про її невірність. Вони розходяться. Стан чоловіка погіршується: він починає страждати від галюцинацій. Морф закликає Родору припинити продажі робіт Діза, після того як дізнається, що митець заповів знищити його картини. Дивні смерті він починає пов'язувати саме з шедеврами Ветріла.
Новий коханець Жозефіни кидає її. Вона переноситься в галерею, де картини починають танути й вкривати її шкіру. У сховищі на Морфа нападає роботизований витвір мистецтва, який він критикував. Чоловіку не вдається втекти, робот ламає йому шию. Коко знаходить тіло критика, а перелякане обличчя Жозефіни з'явилось на розмальованій стіні.
Чергова смерть і зникнення Жозефіни примушує Родору визнати зв'язок з подіями та картинами Діза. Вона позбавляється всіх робіт художника. Проте татуювання пилки на шиї Родори оживає, крутиться та смертельно ранить її. Коко, яка прямує в аеропорт, бачить чоловіка, який продає картини Діза. Тим часом Пірс на пляжі малює вигнуті лінії.

## У ролях
| Актор            | Роль            |
| ---------------- | --------------- |
| Джейк Джилленгол | Морф Вандевальт |
| Рене Руссо       | Родора Гейз     |
| Тоні Коллетт     | Гретхен         |
| Заві Ештон       | Жозефіна        |
| Джон Малкович    | Пірс            |
| Наталія Даєр     | Коко            |
| Біллі Магнуссен  | Брайсон         |
| Том Старрідж     | Джон Дондон     |
| Сел Лопес        | бездомний       |

## Створення фільму

### Виробництво
Зйомки фільму розпочались 12 березня 2018 року в Лос-Анжелесі, США.

### Знімальна група
- Кінорежисер — Ден Ґілрой
- Сценарист — Ден Ґілрой
- Кінопродюсер — Дженніфер Фокс
- Композитор — Марко Бельтрамі, Бак Сандерс
- Кінооператор — Роберт Елсвіт
- Кіномонтаж — Джон Ґілрой
- Художник-постановник — Джим Бісселл
- Артдиректор — Крістіна Мунро
- Художник-декоратор — Жан Паскаль
- Художник-костюмер — Тріш Саммервілль
- Підбір акторів — Вікторія Томас[3]

## Сприйняття
Фільм отримав змішані відгуки. На сайті Rotten Tomatoes оцінка стрічки становить 65 % на основі 136 відгуків від критиків (середня оцінка 6,2/10) і 39 % від глядачів із середньою оцінкою 2,9/5 (1 124 голоси). Фільму зарахований «стиглий помідор» від кінокритиків та «розсипаний попкорн» від глядачів, Internet Movie Database — 5,8/10 (26 163 голоси), Metacritic — 61/100 (28 відгуки критиків) і 5,9/10 (89 відгуків від глядачів).